# Infestare cu păduchi
Infestarea cu păduchi (cunoscută sub numele de pediculoza capului, lindini, sau păduchi) reprezintă infecția podoabei capilare și a scalpului cu păduchele de cap (Pediculus humanus capitis).

## Simptome
Pruritul din cauza mușcăturilor de păduchi este normal. În timpul primei infectări a unei persoane, mâncărimile ar putea apărea după șase săptămâni. Dacă o persoană este infectată din nou, mâncărimile apar mult mai rapid. Mâncărimile ar putea cauza tulburări ale somnului. Însă, în general nu este o afecțiune gravă. În timp ce în Africa se pare că păduchii transmit și alte boli, aparent nu fac acest lucru în Europa și în America de Nord.

## Cauze și diagnoză
Păduchii se răspândesc prin contactul direct cu părul unei persoane infectate. Cauzele infestării cu păduchi nu sunt legate de curățenie. Alte animale, precum câinii și pisicile, nu au un rol în transimia infecției. Păduchii se hrănesc doar cu sânge uman și supraviețuiesc pe podoaba capilară a omului. Atunci când devin adulți, aceștia au o lungime cuprinsă între 2 și 3mm. Atunci când nu parazitează un om, nu trăiesc mai mult de trei zile. Oamenii pot fi infectați și cu alte tipuri de păduchi – păduchele de corp și păduchele pubian. Pentru a stabili diagnosticul, trebuie identificați păduchi vii. Utilizarea unui pieptene poate ajuta la detectare. Cojile de ouă goale (cunoscute sub numele de lindini) nu sunt suficiente pentru diagnostic.

## Tratament
Tratamentele posibile includ: pieptănarea frecventă a părului cu un pieptene cu dinți fini. Un număr de medicamente topice sunt, de asemenea, eficiente, inclusiv malationul, invermectinul, și dimeticona. Dimeticona, un ulei siliconic, este adesea preferat datorită efectelor sale secundare scăzute. Piretroidele, precum permetrinul au fost des utilizate; însă, acestea au devenit mai puțin eficiente din cauza rezistenței crescute. Există puține dovezi pentru utilizarea medicamentelor alternative.

## Epidemiologie, istoric, societate și cultură
Infestările cu păduchi de cap sunt comune în special la copii. În Europa, aceștia infectează între 1 și 20% din diferite grupuri de oameni. În Statele Unite ale Americii, între 6 și 12 milioane de copii sunt infectați în fiecare an. Apar mai des la fete decât la băieți. Din punct de vedere istoric, s-a sugerat că infectările cu păduchi erau benefice deoarece protejau împotriva păduchilor de corp, care sunt mai periculoși. Infestarea poate cauza stigmatizarea individului infectat.